# Gislebert de Chartres
Gislebert de Chartres, ou Gilbert de Chartres  (Gislebertus, Willebertus, Galeverius, Galtherus), évêque de Chartres de 859 à 878 (dates attestées).

## Biographie
Familier de Charles II le Chauve, ancien notaire royal, il souscrit notamment la charte de fondation de l'abbaye Saint-Florentin de Bonneval en 861. Il entreprend la construction de la cathédrale carolingienne. C'est aussi lui qui aurait reçu en 876 la chemise de la Vierge des mains du roi de Francie occidentale Charles II le Chauve.